# ビューティフル・ジャスティス
『ビューティフル・ジャスティス』（英語: Beautiful Justice）は、フィリピンGMAネットワークで2019年9月9日から2020年1月24日まで放送されたテレビドラマ。